# Coenosia burunga
Coenosia burunga este o specie de muște din genul Coenosia, familia Muscidae, descrisă de Charles Howard Curran în anul 1935.
Este endemică în Congo. Conform Catalogue of Life specia Coenosia burunga nu are subspecii cunoscute.